# Constitution de la confédération de l'Allemagne du Nord
La Constitution de la (con)fédération de l'Allemagne du Nord (en allemand Verfassung des Norddeutschen Bundes) est la constitution adoptée par la confédération de l'Allemagne du Nord et en vigueur de 1867 à 1871. La Constitution de l'Empire allemand de 1871 a été calquée sur celle-ci.

## Contexte
Le premier Reichstag, le parlement de la confédération, a été élu le 12 février 1867 ; le 16 avril, la Constitution est adoptée. Elle est essentiellement rédigée par Otto von Bismarck alors ministre-président prussien et premier chancelier fédéral de la confédération.
Selon la Constitution, l'organe suprême de la confédération est le Bundesrat (Conseil fédéral). Il représente les gouvernements des États de la confédération de l'Allemagne du Nord. La Prusse dispose de 17 des 43 voix au sein du Conseil, ce qui lui donne le droit de veto. Le roi de Prusse est constitutionnellement le président du conseil et aussi le président de la confédération. Il nomme le Bundeskanzler (chancelier fédéral), le chef de l'exécutif.
Le Reichstag, élu au suffrage universel masculin, est le dépositaire du pouvoir législatif.
Après la guerre franco-allemande de 1870, les États allemands du Sud, le Grand-duché de Bade, le Royaume de Bavière et celui du Wurtemberg rejoignent la confédération. Elle est rebaptisée Deutsches Reich (Empire allemand), et la nouvelle Constitution adoptée en 1871 est fortement inspirée de celle-ci,.